# Rhodometra labda
Rhodometra labda là một loài bướm đêm trong họ Geometridae.